# Stazione meteorologica di Rezzoaglio Cabanne
La stazione meteorologica di Rezzoaglio Cabanne è la stazione meteorologica di riferimento per l'omonima località del territorio comunale di Rezzoaglio.

## Coordinate geografiche
La stazione meteo si trova nell'Italia nord-occidentale, in Liguria, nella città metropolitana di Genova, nel comune di Rezzoaglio, in località Cabanne, a 812 metri s.l.m. e alle coordinate geografiche 44°29′N 9°21′E.

## Dati climatologici
In base alla media trentennale di riferimento 1961-1990, la temperatura media del mese più freddo, gennaio, si attesta a +0,3 °C; quella del mese più caldo, luglio, è di +17,8 °C .
| Rezzoaglio Cabanne | Mesi | Mesi | Mesi | Mesi | Mesi | Mesi | Mesi | Mesi | Mesi | Mesi | Mesi | Mesi | Stagioni | Stagioni | Stagioni | Stagioni | Anno |
| Rezzoaglio Cabanne | Gen  | Feb  | Mar  | Apr  | Mag  | Giu  | Lug  | Ago  | Set  | Ott  | Nov  | Dic  | Inv      | Pri      | Est      | Aut      | Anno |
| ------------------ | ---- | ---- | ---- | ---- | ---- | ---- | ---- | ---- | ---- | ---- | ---- | ---- | -------- | -------- | -------- | -------- | ---- |
| T. max. media (°C) | 3,6  | 5,5  | 8,1  | 12,6 | 16,5 | 21,5 | 25,0 | 23,6 | 20,5 | 13,9 | 8,6  | 4,7  | 4,6      | 12,4     | 23,4     | 14,3     | 13,7 |
| T. min. media (°C) | −3,1 | −2,2 | 0,1  | 3,0  | 6,4  | 9,3  | 10,6 | 10,3 | 8,0  | 4,7  | 1,5  | −2,0 | −2,4     | 3,2      | 10,1     | 4,7      | 3,9  |